# Pajuti
Paiute (Southern Paiute; Južni Pajuti) je ime za grupu šošonskih plemena i bandi iz zapadnog Utaha, sjeverne Arizone, Nevade, i istočne i južne Kalifornije. To su: Hokwaits*, Ichuarumpats, Kaibab (Kaivavwits), Kaiparowits, Kwaiantikwokets (San Juan Southern Paiute), Kwiengomats, Kwiumpus, Moapariats, Moquats ili Mokwats*, Movwiats ili Moviats*, Nauwanatats, Nogwats, Nuaguntits, Pagaits, Paguits, Paraniguts, Paroosit (St. George band, Parrusits, Yanawant), Paruguns, Parumpaiats, Parumpats, Paspikaivats, Pawipits, Pintiats, Sauwontiats, Shivwits, Timpashauwagotsits ili Tümpisagavatsits*, Tsuwarits, Uainuints, Uinkarets, Unkakaniguts, Unkapanukuints, Utumpaiats i Yagats*. Među ovima su i skupine Chemehueva*, koji su svojevremeno bili udruženi s Južnim Pajutima. 

## Ime
Ime Paiute prevodi se danas kao 'pravi Ute' ili "vodeni Ute", no Swanton kaže da je značenje imena nepoznato. Naziv Paiute treba koristi samo za grupu južnih Paiutea, oni su jezično srodni Jutima s kojima pripadaju Južnim Numic-govornicima. Skupine Sjevernih Pajuta nisu im bliže srodne, i kao takvima, treba im uvijek naglasiti 'sjeverno'  ime. Pajuti ili Južni Pajuti sami sebe nazivaju Nüma ('people'), točnije  "nuwuvi", a kod Panaminta se pretvorio u "numü". Od drugih plemena nazivani su raznim opisnim imenima, tako su ih Kansa nazivali Da-da'-ze ni'-ka-cin'-ga ili "grasshopper people". Ime, etnografski značajno, jer upućuje na običaj hvatanja i konzumacije skakavaca, koje je bilo rašireno i kod Juta i kod Pajuta. Kod Šošona su bili poznati kao Hogapä'goni ili "rush-arrow people". Simpson (1859) za ove Indijance označava imenom Snake Diggers ili Ute Diggers, prema njihovom običaju kopanja korijenja, koji je bio raširen među ovim plemenima s Jugozapada. Naziv Diggers (=Kopači) postao je popularni termin kojim su Pajuti nazivani.

## Povijest
Južni Pajuti dolaze u kontakt sa Španjolcima u 16. i 17. stoljeću, ali od njih nisu bili mnogo uznemiravani. Prvi ih sistematski opisuje otac Escalante, koji putuju kroz njihov teritorij 1776. godine. Do promijene života ovih pustinjskih i polupustinjskih ljudi, dolazi tek nakon izgona Španjolaca i dolaska Amerikanaca. Indijanci kao nomadi bili su smetnja, a miroljubivi, kakvi su bili, za razliku od svojih sjevernih imenjaka, brzo su preseljeni na brojne malene rezervate gdje žive i dan danas. –Prema procjenama Južnih Pajuta je 1700. bilo oko 1,500, i takav broj se održao sve do kasne druge polovice 19. stoljeća. Godine 1900. bilo ih je oko 900 i 50 u Kaliforniji. U suvremeno doba (2000.) broj Južnih Pajuta u USA iznosi preko 800. Južni Pajuti su po nekim podacima u Nevadi imali 11 bandi, 8 bandi u Utahu, 3 u Kaliforniji i dvije u Arizoni. 
U Kaliforniji danas žive na rezervatima Tule River. U Utahu su podijeljeni na bande: Shivwits Band, Indian Peaks Band, Kanosh Band, Koosharem Band i Cedar Band. U Nevadi su: Las Vegas Pajuti, Pahrump, i Moapa; Kaibab s Kaibab rezervata i Willow Springs Pajuti u rezervatu Navaho, u Arizoni; Indijance Chemehueve iz Kalifornije trebalo bi voditi zasebno.

## Etnografija
Južni Pajuti pripadaju kulturno velikom bazenu i samim time kulturno srodni Zapadnim Šošonima. Lov, sakupljanje, ribolov ali i nešto agrikllture bilo je prisutno uz rijeku Virgin. Njihov jezik najbliži je onim koji govore Juti (Ute) i Chemehuevi. Tradicionalno oni su nalik zapadnim šošonima sakupljači, sjemenki, oraha, manjih životinjica prilagođenih ovim žednim krajevima, i veoma je važno spomenuti amarant  Arhivirana inačica izvorne stranice od 28. rujna 2007. (Wayback Machine), koji nema ništa zajedničko s europskim repkom, a Indijanci su ga želi u velikim količinama. Kod Azteka je nazivan "huautli" ili 'svetom biljkom', to je biljka bogata proteinima i škrobom, a William Edwin Safford i Carl O. Sauer, upućuju na značaj ove biljke u prehrani domorodaca. –Tamo gdje je bilo moguće, kao uz Virgin river, Indijanci su sadili kukuruz, razne tikve, grah, suncokret i drugo bilje. Sitne životinjice, kao što su skakavci Pajuti su lovili, a njihovi rođaci Juti nazivani su pak i Grasshopper Indijancima, toliku je važnost imala u njihovoj prehrani. Dom Pajuta je privremeno sklonište 'wickiup', odjeća je bila oskudna, a sastojala se od ogrtača od zečjeg krzna. Košaraštvo je bilo prilično razvijeno. Košare su služile kako za sakupljanje sjemenja i drugog, tako i za kuhanje hrane i posluživanje, kao što su to radili, u košaraštvu najslavniji Pomo Indijanci.

## Vanjske poveznice
- Paiute Indians of Utah
- Paiute ~ Wovoka ~ Ghost Dancers
- Pauite agate cab
- Arizona’s Indians Regained Lost Homelands